# フォトカノ
『フォトカノ』は、2012年に角川ゲームスから発売されたPlayStation Portable（PSP）用恋愛シミュレーションゲーム。インターネットラジオ番組を皮切りに、漫画化や小説化、テレビアニメ化といったメディアミックス展開も積極的に行われている。

## 概要
制作・著作はエンターブレイン。『トゥルー・ラブストーリー』シリーズや『キミキス』、『アマガミ』といった同社一連の既存作品より基本システムや画面構成を踏襲しているが、『キミキス』までの作品を制作指揮していた杉山イチロウがプロデューサーを務めている以外、制作陣は全く異なる。UMDによるパッケージ製品に加え、ダウンロード配信でも販売。また、追加要素が含まれた『フォトカノ Kiss』がPlayStation Vita用ソフトで2013年4月25日に発売された。
写真をテーマとしており、PSPをカメラに見立てて各ヒロインを撮影していく要素が盛り込まれている。公式サイト上、および広告展開におけるキャッチコピーは、「ファインダーの向こうのキミに……恋をした。」。
後年には動画撮影を主とした『レコラヴ』、その両方を取り入れた『LoveR』が発売された。

## あらすじ
主人公（デフォルト名は前田一也）は、光河（こうが）学園に通う高校2年生の少年。特に心が沸き立つこともなく、平凡に夏休みが終わろうとしている。そんな、夏休み最後の夜。主人公は父親からデジタル一眼レフカメラを譲り受けた。これまで、デジカメには特に興味がなかった主人公だが、いざ手にしてみると、そのずっしりとした手応えと、機能美に魅了された。元々、いわゆるデジモノが好きな主人公にとって、代わり映えのしない毎日に変化が生まれた瞬間だった。

## 登場人物
「光河学園」を舞台に、以下のキャラクター達が登場する。
プロローグで「フォト部」「写真部」のどちらに入部するかによって、各ヒロインごとのメインストーリーは2つに分岐。前者は純愛路線のストーリーL（Love“ラブ”）、後者はコミカル路線のストーリーH（Happy“ハッピー”）が展開する。
エンディングはルートにより内容が若干異なる。使用されるグラフィックは同じであるが、台詞がルートに則したものとなる。

### メインキャラクター

#### 主人公
前田 一也（まえだ かずや）
声 - 島﨑信長、高垣彩陽（アニメ版・子供時代）
「カメラと出会った普通の高校2年生」
クラス：2-B / 所属：フォト部or写真部
主人公。一人称は「俺」。
目立つことが苦手で、何事もことなかれ主義。飽きっぽい性格が災いし、これといった趣味に没頭することもなかった。今までにもギター、ビリヤード、ダーツなどしてきたが飽きてやめてしまった。夏休みの終わりに父から一眼レフのデジタルカメラを譲り受け、何か新しいことが始まる予感とともにファインダーの向こうに広がる世界に興味を持った。

#### メインヒロイン
新見 遙佳（にいみ はるか）
声 - 伊藤かな恵
「誰もが憧れるテニス部の幼なじみ」
クラス：2-B / 所属：テニス部 / 血液型：O型 / 誕生日：10月6日 / 星座：天秤座
好きなこと：テニス、おしゃべり、読書
苦手なこと：自分を主張すること
主人公の呼び方：あなた
主人公が憧れる、同じクラスの女の子。学園のヒロインで、男女問わず人気がある。テニスが得意で成績上位。なんでもそつなくこなすが、先頭を切るタイプではない。主人公とは幼なじみだが、綺麗になってしまったために釣り合いが取れないと主人公が感じてしまい、距離ができてしまった。風でスカートが捲れる神風イベントは、通常の夏制服・テニスウェアの2種類とフォトカノ Kissから冬制服の3種類。ストーリーHでは、イベント後九堂部長が現れて拍手をしながら「イッツ　ア　ミラコーーーーーーーッ！」「ミラクルアンスコー－－－ッ！」などと歓声を上げる。
公式サイトでの人気投票では大差で第1位を獲得した。
室戸 亜岐（むろと あき）
声 - 中原麻衣
「理想の学園を追い求める、完璧な生徒会長」
クラス：3-A / 所属：生徒会 / 血液型：A型 / 誕生日：1月19日 / 星座：山羊座
好きなこと：勉強、飛び込み、水泳、整理整頓、読書
苦手なこと：秩序を乱すこと、校則違反
主人公の呼び方：あなた
厳格で厳しい性格。ゆえに学園の生徒からは、口うるさい生徒会長として有名。成績優秀。学園トップ以外を取ったことがない。フォト部部長のかつみとは親友同士。元水泳部で、飛び込みの選手。神風イベントは、夏制服・冬制服のみ。九堂部長は「ファンッター－－スティック！」と歓声。
公式サイトでの人気投票では第7位。
早倉 舞衣（さくら まい）
声 - 金元寿子
「新体操に打ち込む、純真な下級生」
クラス：1-B / 所属：新体操部 / 血液型：A型 / 誕生日：11月30日 / 星座：射手座
好きなこと：新体操、甘いもの、かわいらしいもの
苦手なこと：太りそうな食べもの
主人公の呼び方：先輩
大人しい性格で引っ込み思案。果音とは親友同士で、2人揃って新入生の中ではバツグンに可愛いと評判。甘いものが大好き。成績は中ぐらい。運動神経がよく、中学まで体操をやっていたが、高校に入って新体操に転向。神風イベントは、夏制服・夏制服の下にピンクのレオタード・冬制服の3種類。九堂部長は「ワンダッッホーー－－－！」「グッジョー－－－－ブ！」と歓声。夏制服の下にピンクのレオタードの時はフロントから豪快に丸見えになり、すごい悲鳴を上げる。主人公も「ピンク…なんだ」と勘違いし、少々興奮気味の反応。
公式サイトでの人気投票では僅差で第3位。
実原 氷里（さねはら ひかり）
声 - 水橋かおり
「ポートレートが苦手なフォト部の後輩」
クラス：1-C / 所属：フォト部 / 血液型：B型 / 誕生日：2月12日 / 星座：水瓶座
好きなこと：カメラ、花や植物、一人でいること
苦手なこと：無駄話、お節介、人を撮ること
主人公の呼び方：先輩
フォト部に所属しているが、人がカメラに向ける笑顔が嫌いな様子。そのためポートレートを撮るのが苦手。主人公である一也に写真を撮られるにつれ、自分の写真を撮ろうとする。風景を撮るセンスは抜群。無駄なお喋りが嫌いで、一人でいることが多い。意図的に笑顔を作ることが嫌いなため滅多に笑顔を見せない。皮肉屋。また、身長の割に均整のとれた身体を持つ。寒がりなのか黒ストッキングを履いている。神風イベントは、夏制服にストッキング・夏制服に素足・冬制服の3種類。九堂部長は「ショッキングストッキー－－－ング！」「ビッグサプラァァァァイズ！」と歓声。特に素足の時は唯一のストーリーLでの登場で「すばらしかったぞ！しかも、素足の実原とは…！」と普段以上の喜びようを見せる。また、実原の神風イベントは背景に男子が複数いるので、多くの男子にスカートの中を見られてると思われる。
公式サイトでの人気投票では第6位。
間咲 ののか（まさき ののか）
声 - 斎藤千和
「天然活発ソフトボール娘」
クラス：2-A / 所属：ソフトボール部 / 血液型：B型 / 誕生日：4月1日 / 星座：牡羊座
好きなこと：スポーツ、食べること、みんなで盛り上がること
苦手なこと：勉強、退屈、フォアボール
主人公の呼び方：だっつん
健康優良かつ運動神経抜群、ソフトボール部でエースピッチャーを務める元気少女。成績は中の下。明るく飾らない性格で、男女問わず友達が多い。少々せっかちで思い込みの激しい面があり、早合点から突拍子もない行動に出ることも。主人公とは同じ中学の出身で、遙佳と並ぶもう一人の幼なじみ。友達には独特なあだ名をつけて呼んでおり（遙佳を「はるる」、果音を「かのちー」、梨奈を「りなちー」、舞衣を「まいりゃん」等）、主人公にはダーツにハマっていた頃のことが印象深いらしく、当時ついた「だっつん」という愛称を使い続けている。神風イベントは、夏制服・制服の下にブルマ・冬制服。九堂部長は「マーー－－ヴェラァァス！」「パーフェクトアドヴァー－－－－イス」と歓声。ブルマ履いてるからとスカートを押さえないののかに主人公が説教する。
公式サイトでの人気投票では第5位。
柚ノ木 梨奈（ゆのき りな）
声 - 大亀あすか
「世話好きで料理好きな、学園の嫁」
クラス：2-A / 所属：料理研究会 / 血液型：O型 / 誕生日：6月28日 / 星座：蟹座
好きなこと：料理、花、手作りなもの
苦手なこと：運動、走ること
主人公の呼び方：あなた
料理研究会のたった一人の部員。小さいころから料理が趣味で、毎日お弁当を作って持ってきている。成績は上位。だが、うっかりミスが多く、テストの点は実力ほどよくない。運動は苦手。美人で胸が大きく優しくて料理好きという点から、「学園の嫁」と評される。神風イベントは、夏制服・制服の下にスク水・冬制服の3種類。九堂部長は「セクシーーダイナマイットォォッ！」「スク水！ファンタジーー－－！」と歓声。
公式サイトでの人気投票では第2位。
深角 友恵（みすみ ともえ）
声 - 沢城みゆき
「影の薄い孤独な同級生」
クラス：2-B / 所属：なし / 血液型：AB型 / 誕生日：10月29日 / 星座：蠍座
好きなこと：ひとりでいること、読書
苦手なこと：目立つこと
主人公の呼び方：あなた
主人公と同じクラスの目立たない女の子。成績そこそこ、運動いまいち。自分を何の長所もない人間と思い込んでおり、いつも人づきあいを避けて読書に没頭している。クラスの人気者である遙佳に憧れているが、自分では彼女のように明るく社交的になれないことも痛感しており、劣等感に悩まされている。
親の仕事により転校を繰り返しており、別れが辛くならないように他人と距離を置く性格となってしまったという過去がある。大学生の姉は一人暮らしをしているため妹と両親の四人暮らしをしている。
誰か1人を攻略すると、それ以後は攻略可能となる。神風イベントは、夏制服・冬制服のみ。九堂部長は「ソーービューティフォーー－ッ！」と歓声。
公式サイトでの人気投票では第4位。
前田 果音（まえだ かのん）
声 - 伊瀬茉莉也
「アイドル志望のキュートうさ妹」
クラス：1-B / 所属：テニス部 / 血液型：O型 / 誕生日：8月3日 / 星座：獅子座
好きなこと：歌って踊ること、うさピース
苦手なこと：難しい本、難しい勉強、難しい話
主人公の呼び方：にいやん
舞衣とは同じクラスで親友同士。歌って踊ることが大好きで、アイドルになることが夢。少女漫画やアニメなんかも見る方で、よくポーズや必殺技のまねをする。成績は普通で、運動神経はいい方。幼なじみの遙佳に憧れていて、遙佳のいるテニス部に入部した。いつも笑顔を絶やさない明るい性格で、にいやん（兄）のことを慕っている。
『キミキス』『アマガミ』の妹キャラクターと同様、女の子の情報を教えてくれる。
条件を満たすことで彼女も攻略可能キャラとなる。PSP版ではその条件が「最初から攻略可能なヒロイン全てのEDと、深角友恵のEDを見る」というもの。『Kiss』では条件が大幅に緩和され、誰か一人のEDを見れば深角友恵や大谷桃子と同時に解放されるようになる。
実は一也とは血の繋がらない義理の兄妹である。一也の母（離婚）と果音の父親（死別）が再婚したためであり、再婚したのは10年以上前である。果音が義理の妹であることは知っているが、果音には隠している。しかし、わだかまりがあるわけではなく本当の妹のように大切に思っている。神風イベントは、夏制服・テニスウェア・冬制服・冬制服下校デートの4種類と一番多い。また、下校デートのビリヤードのローアングルや部屋での着替えシーン、スコートが捲れて丸見えになってるシーンなど、サービスシーンがダントツに多い。九堂部長は「ラブリーシスターー－ー－ッ！」「プリティシスターー－－－ッ！」と歓声。
大谷 桃子（おおたに ももこ）
声 - 遠藤綾
「生徒に人気の教育実習生」
担当クラス：3-A / 血液型：B型 / 誕生日：7月16日 / 星座：蟹座
好きなこと：おしゃべり
苦手なこと：水泳、料理、方向音痴
新学期とともに、光河学園にやってきた教育実習生。担当は数学。言動が先生らしくなく、年上のお姉さんといった感じ。大学を除くと、ずっと女子校に通っていた。明るい性格で、気軽に生徒に声をかける。おかげで、あっという間に生徒の人気が出た。朗らかだが、したたかな一面もある。神風イベントは、夏服・冬服・冬服下校デートの3種類。教育実習生なので制服は着用しない。九堂部長は「まいったぜ、！桃子せんせぇぇぇっ！」と歓声。実はもう一つ、風でジャージかよ！があるが、スカートではなくジャージ姿のため、主人公も九堂部長もがっかりする。冬服下校デート時は、風の気配に気づいて堂々と撮るが、告白後のため、イチャイチャで終わる。

### サブキャラクター

#### フォト部
紅林 かつみ（くればやし かつみ）
声 - 水原薫
「後輩の夢を応援するフォト部の部長」
クラス：3-A / 所属：フォト部 / 血液型：O型 / 誕生日：4月26日 / 星座：牡牛座
好きなこと：写真、バレーボール、夢
苦手なこと：いい加減な言動
フォト部の部長。バレーボール部のエースだったが、高校1年の冬に足を怪我して退部。それ以来、カメラを覚えて、ほかの生徒の夢を記録し、応援している。亜岐とは親友同士。部活をやっている女生徒、特に運動部の女生徒から慕われている。責任感が強い。 フォトカノ Kissにて、神風イベント冬制服が発生する。
成田 瑠宇（なりた るう）
声 - 長谷川明子
「かつみを慕う、勝気なバレーボール部のホープ」
クラス：1-C / 所属：バレーボール部兼フォト部 / 血液型：A型 / 誕生日：3月17日 / 星座：魚座
好きなこと：かつみお姉さま、バレーボール
苦手なこと：粗野な男子
バレーボール部、期待のホープ。かつみに憧れて光河学園に入ったが、肝心のかつみが怪我で引退していた。失意の中、かつみへの思いを断ち切れないでいる。かつみのそばにいたくてフォト部も兼部。 フォトカノ Kissにて、神風イベント冬制服が発生する。

#### 写真部
九堂 博道（くどう ひろみち）
声 - 緑川光
「ギリギリのエロスを求める絶対的なアーティスト」
クラス：3-A / 所属：写真部 / 血液型：O型 / 誕生日：8月24日 / 星座：乙女座
好きなこと：写真、ギリギリのエロス
苦手なこと：真面目ぶった写真
写真部の部長。女生徒の何気ない立ち居振る舞いから、ギリギリのエロスを切り取るチラリズムの求道者。全校の女生徒から毛嫌いされているが、本人は全く気にしていない。「ギリギリのエロスこそアート!」が、信条。一般常識を超越した絶対的な存在だが、写真の腕は他の追随を許さない。一部のカメラマニアから「九堂閣下」と呼ばれ、崇拝されている。
中川 行太（なかがわ いった）
声 - 白石稔
「地上スレスレでスカートを狙うパンチラ突撃兵（アサルト）」
クラス：2-A / 所属：写真部 / 血液型：O型 / 誕生日：12月3日 / 星座：射手座
好きなこと：写真、ローアングル、巨乳・運動
苦手なこと：お高くとまった写真、勉強
「ローアングル中川」の異名を持つ。写真部のパンチラ突撃兵（アサルト）。勝ち気な性格ですばしっこい。パンチラをメインに女子を追う。見かけ通り、一癖ある変態。
東 孝（あずま たかし）
声 - 岡本信彦
「長身から胸元を狙う、驚異の胸チラ狙撃手（スナイパー）」
クラス：2-A / 所属：写真部 / 血液型：B型 / 誕生日：4月29日 / 星座：牡牛座
好きなこと：写真、ハイアングル、巨乳、胸チラ、待ち伏せ
苦手なこと：勉強、運動
「胸チラリズム東」の異名を持つ。写真部の胸チラ狙撃手（スナイパー）。穏やかな性格で、粘り強くシャッターチャンスを待つ。高い身長を生かした胸チラ写真が得意。温厚そうな顔をしているが、とんだ変態。
内田 有子（うちだ ゆうこ）
声 - 高垣彩陽
「女子のありのままの姿をとらえる、ステルス暗撮者（アサシン）」
クラス：1-C / 所属：写真部 / 血液型：AB型 / 誕生日：6月7日 / 星座：双子座
好きなこと：暗撮
苦手なこと：目立つこと
「ステルス内田」の異名を持つ。写真部のステルス暗撮者（アサシン）。口数が少なく、ミステリアスな存在。地味な容姿を生かして背景に溶け込み、女子の日常をとらえる。日常といっても、なにかしらエロスを感じるものでないと写真に収めない。主人公との初顔合わせの時にバレー部の体育座りを盗撮していて九堂部長に絶賛されていた。神風イベントは、夏制服・冬制服のみ。九堂部長は「ステルスキラーー－－ッ！」と歓声。
実は伝説のコスプレイヤーアリス本人でありレイヤー姿の時は普段とはまるで違う性格へと変貌する。

#### 教職員
喜多川 美紗（きたがわ みさ）
声 - 世戸さおり
「クールできれいな担任の先生」
担当クラス：2-B / 血液型：A型 / 誕生日：11月19日 / 星座：蠍座
好きなこと：小テスト、補習、宿題
苦手なこと：整理整頓
主人公のクラスの担任教師で、担当は英語。教職が天職であると自負し、厳しく、真面目に生徒を指導する。きつめの性格と、整理整頓が苦手なのが災いして、恋の噂はない。大谷桃子の教育指導を任されている。 フォトカノ Kissにて、神風イベント冬服が発生する。

#### 家族
柚ノ木 絵梨奈（ゆのき えりな）
声 - 大亀あすか
「無邪気で甘えん坊な梨奈の妹」
血液型：A型 / 誕生日：3月14日 / 星座：魚座
好きなこと：お絵かき、お歌
苦手なこと：ひとりぼっち
寂しがり屋で甘えん坊。いつも姉の梨奈と一緒にいたがる。お絵かきが好きで、スケッチブックの中はクレヨンで描かれたかわいい絵でいっぱい。梨奈の伴奏でプリティラビィを歌うのが好き。時々わがままを言って、梨奈を困らせることも。

## エンディングテーマソング
「フォトグラフメモリー」
作詞：杉山イチロウ / 作曲：岩垂徳行 / 編曲：小林敦
歌：攻略したヒロインによって異なる。

## 購入特典
パッケージ版購入特典として、初回購入特典「ねんどろいどぷち 果音」、発売延期追加特典「大谷桃子お風呂ポスター」が数量限定で配布された。

## 関連商品

### 書籍
エンターブレイン刊。
| 種別         | 書籍名                                    | 図書コード             | 発売日        |
| ------------ | ----------------------------------------- | ---------------------- | ------------- |
| 攻略本       | フォトカノ オフィシャルコンプリートガイド | ISBN 978-4-04-727974-2 | 2012年3月5日  |
| ムック       | フォトカノ ラブ&ハッピーブック            | ISBN 978-4-04-727606-2 | 2012年1月19日 |
| ファンブック | フォトカノ ビジュアルワークス             | ISBN 978-4-04-728348-0 | 2012年8月31日 |

### CD
フォトカノ オリジナルサウンドトラック
TRCD-10108/10109 / 2012年2月10日発売 / 2枚組
BGM全38曲収録。ジャケットイラスト：ヤマザキマサハル
フォトカノ キャラクターソング
各担当声優による歌。録り下ろしのキャラクターソングに加え、各キャラクターのバージョンによるエンディングテーマおよび挿入歌が収録。また、杉山イチロウ書き下ろしによる、ヒロインが想いを一人語りする「お風呂モノローグ」も収録されている。
ジャケットイラスト：ヤマザキマサハル
| タイトル                                                     | 商品コード | 発売日        |
| ------------------------------------------------------------ | ---------- | ------------- |
| vol.1 新見遙佳 「ハートのエース」                            | TRCD-10115 | 2012年4月25日 |
| vol.2 室戸亜岐 「Blue Heaven」                               | TRCD-10116 | 2012年4月25日 |
| vol.3 間咲ののか 「はっぴ〜モーニング!」                     | TRCD-10117 | 2012年4月25日 |
| vol.4 早倉舞衣 「DOKI♥DOKI♥ラブリースイーツ」                | TRCD-10118 | 2012年5月30日 |
| vol.5 前田果音 「放課後☆トゥインクルスター」                 | TRCD-10119 | 2012年5月30日 |
| vol.6 深角友恵 「Rain Song」                                 | TRCD-10120 | 2012年5月30日 |
| vol.7 柚ノ木梨奈 「恋するFeeling 〜Can't Stop Lovin' You〜」 | TRCD-10121 | 2012年6月22日 |
| vol.8 実原氷里 「ひかりの子守歌」                            | TRCD-10122 | 2012年6月22日 |
| vol.9 大谷桃子 「初恋 恋愛 センセーション」                  | TRCD-10123 | 2012年6月22日 |

ラジオCD「茉莉也と寿子のフォトカノ撮れたてポートレート」
後述の同名番組をMP3形式でまとめて、新規録り下ろし分を加えたCD。2枚組。
| 巻数  | 収録回        | 商品コード | 発売日        |
| ----- | ------------- | ---------- | ------------- |
| vol.1 | 第1回 - 第5回 | PKTP-0001  | 2012年3月16日 |

## 漫画
『キミキス』『アマガミ』と同様に、複数の出版社よりそれぞれ異なる漫画化作品が発表されている。

### 連載作品
全部で5シリーズあり、各作品で2人分のシナリオを漫画化している。全ヒロイン中、深角友恵のシナリオだけが漫画化されていない。
フォトカノ Sweet Snap
ストーリーごとにヒロインが異なるオムニバス形式。メインヒロインは新見遙佳（ストーリーL）と柚ノ木梨奈（ストーリーH）。他に番外編の読切（紅林かつみ&成田瑠宇編）がある。
- 著者：柚木N'
- アスキー・メディアワークス『電撃マオウ』掲載（2012年1月号 - 2013年9月号）
- レーベル：電撃コミックス（全3巻）

| 巻数  | 連載分収録編                      | 図書コード             | 発売日        |
| ----- | --------------------------------- | ---------------------- | ------------- |
| 第1巻 | 新見遙佳編 13話 +読切 1話 (第2巻) | ISBN 978-4-04-886749-8 | 2012年7月27日 |
| 第2巻 | 新見遙佳編 13話 +読切 1話 (第2巻) | ISBN 978-4-04-891281-5 | 2013年2月27日 |
| 第3巻 | 柚ノ木梨奈編 6話                  | ISBN 978-4-04-891802-2 | 2013年7月27日 |

フォトカノ Your Eyes Only
ストーリーごとにヒロインが異なる変則的なオムニバス形式。メインヒロインは早倉舞衣と室戸亜岐。ヒロインのストーリーHを基にしたストーリーを展開している。
- 著者：ナイロン
- 白泉社『ヤングアニマル』掲載（2012年5号 - 2013年18号）
- 白泉社『ヤングアニマルあいらんど』（no.19 - no.24）、『ヤングアニマルイノセント』（No.1）掲載（2012年 - 2014年）
『あいらんど』『イノセント』掲載分は1話完結の読み切りオムニバス。
単行本は『フォトカノ Your Eyes Only Special Photo』のタイトルで刊行された。
- レーベル：ジェッツコミックス（全4巻+「Special Photo」）

| 巻数          | 連載分収録編                                                                        | 図書コード             | 発売日         |
| ------------- | ----------------------------------------------------------------------------------- | ---------------------- | -------------- |
| 第1巻         | プロローグ編 3話 早倉舞衣編 2話 新見遙佳編 1話 室戸亜岐編 1話                       | ISBN 978-4-592-14141-9 | 2012年8月24日  |
| 第2巻         | 室戸亜岐編 4話 早倉舞衣編 3話                                                       | ISBN 978-4-592-14142-6 | 2013年3月29日  |
| 第3巻         | 早倉舞衣編 7話                                                                      | ISBN 978-4-592-14143-3 | 2013年8月29日  |
| 第4巻         | 室戸亜岐編 7話                                                                      | ISBN 978-4-592-14144-0 | 2013年11月29日 |
| Special Photo | 柚ノ木梨奈編 2話 前田果音編 1話 新見遙佳編 1話 大谷桃子編 1話 間咲ののか編 1話 +1話 | ISBN 978-4-592-14145-7 | 2014年5月29日  |

フォトカノ Love Album
ストーリーごとにヒロインが異なるオムニバス形式。メインヒロインは実原氷里と間咲ののか。ヒロインのストーリーLを基にしたストーリーを展開している。
- 著者：緋野孝雄
- エンターブレイン『ファミ通コミッククリア』配信（2012年6月22日 - 2013年8月23日）
- レーベル：ファミ通クリアコミックス（全2巻）

| 巻数  | 連載分収録編     | 図書コード             | 発売日         |
| ----- | ---------------- | ---------------------- | -------------- |
| 第1巻 | 実原氷里編 7話   | ISBN 978-4-04-728781-5 | 2013年3月25日  |
| 第2巻 | 間咲ののか編 6話 | ISBN 978-4-04-729203-1 | 2013年10月25日 |

フォトカノ Happy Album
ストーリーごとにヒロインが異なるオムニバス形式。メインヒロインは実原氷里と間咲ののか。ヒロインのストーリーHを基にしたストーリーを展開している。
- 著者：海産物
- エンターブレイン『ジャイアニズム』掲載（Vol.2 / 2012年3月発売 - TECHGIAN 10月号）
- レーベル：TECHGIAN STYLE（全2巻）

| 巻数  | 連載分収録編                   | 図書コード             | 発売日         |
| ----- | ------------------------------ | ---------------------- | -------------- |
| 第1巻 | 実原氷里編 6話 +プロローグ 1話 | ISBN 978-4-04-728865-2 | 2013年3月25日  |
| 第2巻 | 間咲ののか編 7話               | ISBN 978-4-04-729300-7 | 2013年10月25日 |

フォトカノ Memorial Pictures
メインヒロインは1,2巻が大谷桃子、3巻が前田果音。
- 著者：天空太一
- アース・スター エンターテイメント『コミック アース・スター』掲載（2012年4月号 - ）
- レーベル：アース・スター コミックス（全3巻）

| 巻数  | 図書コード             | 発売日         |
| ----- | ---------------------- | -------------- |
| 第1巻 | ISBN 978-4-80-300384-0 | 2012年10月12日 |
| 第2巻 | ISBN 978-4-80-300455-7 | 2013年3月12日  |
| 第3巻 | ISBN 978-4-80-300480-9 | 2013年7月12日  |

### アンソロジー作品
掲載作品ごとに描き手が異なる、複数の作家陣による短編集および4コマ集。表紙イラストや巻頭のカラーイラストを含め、1冊あたり20名近い作家が参加している。
| 書籍名                                       | 図書コード                               | 発売日                                   | 表紙イラスト                             |
| マジキューコミックス（エンターブレイン）     | マジキューコミックス（エンターブレイン） | マジキューコミックス（エンターブレイン） | マジキューコミックス（エンターブレイン） |
| -------------------------------------------- | ---------------------------------------- | ---------------------------------------- | ---------------------------------------- |
| フォトカノ Omnibus Album                     | ISBN 978-4-04-728203-2                   | 2012年7月25日                            | みぶなつき                               |
| マジキュー4コマ フォトカノ 1                 | ISBN 978-4-04-728158-5                   | 2012年6月25日                            | 葉山えいし/軍島曹一郎                    |
| 電撃コミックス（アスキー・メディアワークス） |                                          |                                          |                                          |
| フォトカノ 電撃コミックアンソロジー          | ISBN 978-4-04-886587-6                   | 2012年4月27日                            | 柚木N'                                   |
| フォトカノ 電撃コミックアンソロジー Kiss     | ISBN 978-4-04-891463-5                   | 2013年3月27日                            | さくら小春(QP:flapper)                   |

## 小説
フォトカノ ペンタプリズム・メモリーズ
果音をヒロインとするストーリー。
- 著者：志茂文彦、イラスト：しまのなつめ
- エンターブレイン刊、レーベル：ファミ通文庫（全2巻）

| 巻数  | 図書コード             | 発売日        |
| ----- | ---------------------- | ------------- |
| 第1巻 | ISBN 978-4-04-727721-2 | 2012年3月30日 |
| 第2巻 | ISBN 978-4-04-728031-1 | 2012年6月30日 |

## Webラジオ
音泉のインターネットラジオ番組。『茉莉也と寿子のフォトカノ撮れたてポートレート』のタイトルで、2011年7月6日より配信されていたが、2013年4月10日から『茉莉也と寿子のフォトカノ撮れたてポートレートkiss稔もいるよ!』に改題。パーソナリティは前田果音役の伊瀬茉莉也と、早倉舞衣役の金元寿子に加え、改題後から中川行太役の白石稔が加わっている。

## テレビアニメ
2013年4月より6月までTBS、MBS、CBC、BS-TBSにて放送された。全13話。
第4話までは全ヒロイン共通のストーリーであるが、第5話からストーリーが分岐され、ヒロインによってそれぞれ異なるストーリーが展開されるオムニバス形式となっており、2話で完結の新見遙佳編を除きヒロイン1人につき1話ごとの構成となっている。それぞれの時系列もまちまちで、間咲ののか編においては原作ゲームにはない春季からスタートする。主人公が選択するのは写真部で、共通ストーリーは原作のストーリーH準拠だが、個別ストーリーには原作ストーリーLのシナリオも組み込まれているほか、一部原作から外れたIFルートも描かれ、一部大きく展開を変えたものもある。また、背景画の多くが東京都杉並区の実在施設や風景をモデルとしており、光河学園校舎や通学路、駅前広場などのデザインは原作とは異なっている。

### スタッフ
- 原作 - フォトカノ（エンターブレイン）
- 原作協力 - ディンゴ
- キャラクター原案 - ヤマザキマサハル
- 監督・シリーズ構成 - 横山彰利
- 助監督 - 真野玲
- キャラクターデザイン、総作画監督[注 13] - 嶋田真恵
- アクション作画監督 - 古川良太（第7話 - 第13話）、東亮太（第12話・第13話）
- 美術監督 - 鈴木路恵
- 色彩設計 - 野口幸恵
- 撮影監督 - 荒幡和也
- 3DCGディレクター - さいとうつかさ
- 編集 - 木村佳史子
- 音楽 - 窪田ミナ
- 音響監督 - 川添憲五
- 音楽プロデューサー - 高取昌史
- 音楽制作 - ポニーキャニオン
- アニメーションプロデューサー - 角木卓哉
- チーフアニメーションプロデューサー - 豊田智紀
- プロデューサー - 田中豪、髙取昌史、高山昌子、新宿五郎、吉川敦史、田口亜有理、林洋平
- アニメーション制作 - マッドハウス
- 製作協力 - ポニーキャニオン、エンターブレイン、ダックスプロダクション、マックレイ、マッドハウス、ムービック
- 製作 - フォトカノ製作委員会、TBS

### キャスト
共通編（第1話 - 第4話）
- 新見の友人 - 長谷川明子
- TVのアナウンサー - 水原薫
- 前田の友人 - 渡辺紘
- FMラジオのアナウンサー - 磯村知美
- 前田の友人 - 丸田光

新見遙佳編（第5・6話）
- 桐山 - 渡辺紘
- 原 - 長谷川明子
- 常磐 - 磯村知美
- 山沢 - 鳥部万里子

実原氷里編（第7話）
- ラーメン屋 - 武田幸史
- 男性 - 山本祥太
- 男性 - 後藤光祐

室戸亜岐編（第8話）
- 中年女性 - 片貝薫
- 水族館のアナウンス - 磯村知美

間咲ののか編（第9話）
- 不良男子 - 丸田光
- 不良男子 - 渡辺紘

早倉舞衣編（第10話）
- B組男子 - 松丸幸太郎
- B組男子 - 山本祥太
- B組男子 - 丸田光
- B組男子 - 渡辺紘
- 新体操部コーチ - 磯村知美

柚ノ木梨奈編（第11話）
- 2‐A女子生徒 - 藤井ゆきよ

深角友恵編（第12話）
- 前田の友人 - 渡辺紘
- 深角の父親 - 山本祥太
- 駅のアナウンス - 磯村知美

前田果音編（第13話）
- 前田の父親 - 家中宏
- 前田の母親 - 瑞沢渓
- 福引き会場の店員 - 後藤ヒロキ
- テニス部男子 - 渡辺紘

### 光河学園広報部[3]
- M・A・O
- 鳥部万里子

### 主題歌
オープニングテーマ「恋するレンズ」
作詞 - 大森祥子 / 作曲・編曲 - 窪田ミナ / 歌 - hayato kaori
- 第4話、第12話では、挿入歌として使用。
- OP映像も第5話以降は変更され、本編映像の流用で構成されていたカットはすべて新規になった。また、Blu-rayとDVDに第1話から収録されている。

エンディングテーマ「スマイルF」
作詞・作曲・編曲 - 流歌
歌（第1話 - 第4話） - うたカノ♪
歌（第5・6話） - 新見遙佳（伊藤かな恵）
歌（第7話） - 実原氷里（水橋かおり）
歌（第8話） - 室戸亜岐（中原麻衣）
歌（第9話） - 間咲ののか（斎藤千和）
歌（第10話） - 早倉舞衣（金元寿子）
歌（第11話） - 柚ノ木梨奈（大亀あすか）
歌（第12話） - 深角友恵（沢城みゆき）
歌（第13話） - 前田果音（伊瀬茉莉也）
第5話以降は、エンディングアニメーションの最終部分で青空を見上げる人物は各回ごとに異なり、それぞれ該当ヒロインが登場する演出になっている。

#### 挿入歌
「みずいろインサイド」（第8話）
歌 - 室戸亜岐（中原麻衣） / 作詞 - くまのきよみ / 作曲・編曲 - 流歌
「空想リプル」（第10話）
歌 - 早倉舞衣（金元寿子） / 作詞 - くまのきよみ / 作曲・編曲 - 渡部チェル
「Tinkle My Bell」（第13話）
歌 - 前田果音（伊瀬茉莉也） / 作詞 - 磯谷佳江 / 作曲・編曲 - イマイケンタロウ

### 各話リスト
| 話数   | サブタイトル         | メインヒロイン | 脚本     | 絵コンテ          | 演出            | 作画監督                                                 |
| ------ | -------------------- | -------------- | -------- | ----------------- | --------------- | -------------------------------------------------------- |
| 第1話  | 出会い               | 共通           | 横山彰利 | 横山彰利          | 横山彰利        | 嶋田真恵                                                 |
| 第2話  | 学園天国             | 共通           | 横山彰利 | 横山彰利          | 前園文夫        | 松田芳明                                                 |
| 第3話  | 百花繚乱             | 共通           | 横山彰利 | 笹木信作          | migmi           | 高田晴仁、伊藤大翼 古川良太、東亮太 嶋田真恵             |
| 第4話  | これからの想い       | 共通           | 横山彰利 | 坂本一也          | 福多潤          | 山吉一幸、平田和也 竹森由香                              |
| 第5話  | 恋の掛け違い         | 新見遙佳       | 横山彰利 | 金子伸吾 横山彰利 | 澤井幸次        | 本田敬一、古川良太 東亮太、嶋田真恵                      |
| 第6話  | 想いはるかに         | 新見遙佳       | 林壮太郎 | 笹木信作          | 政木伸一        | 永田正美、飯飼一幸 中原清隆                              |
| 第7話  | 星の笑顔             | 実原氷里       | 林壮太郎 | 湯浅政明          | 町田幸一        | 竹内由香里、山崎愛 後藤麻梨子                            |
| 第8話  | 素顔を見つめて       | 室戸亜岐       | 宍戸義孝 | 柴田勝紀          | 前園文夫        | 松田芳明、舛舘俊秀 柴田健児、田名網梢 野村葉子、中島彩佳 |
| 第9話  | 恋の果たし状         | 間咲ののか     | 林壮太郎 | 伊藤達文          | 伊藤達文        | 高田晴仁、東亮太 本田敬一、佐藤利幸 河田泉               |
| 第10話 | 天使の舞い           | 早倉舞衣       | 林壮太郎 | 横山彰利          | 中津環 高山秀樹 | 羽野広範、服部憲知 Lee Jaemin、Ha Hyeonjo                |
| 第11話 | 学園のお嫁さん       | 柚ノ木梨奈     | 宍戸義孝 | 澤井幸次          | 澤井幸次        | 東亮太、本田敬一 Kim Gi-nam                              |
| 第12話 | フォトグラフメモリー | 深角友恵       | 宍戸義孝 | 横山彰利          | 真野玲 横山彰利 | 梅原隆弘、後藤麻梨子                                     |
| 第13話 | 想い合い             | 前田果音       | 林壮太郎 | 岩瀧智            | 長尾聡浩        | 草刈大介、影山楙倫 清水麻美、ホンスンヒョン              |

### 放送局
| 放送地域   | 放送局             | 放送期間                | 放送日時                          | 放送系列           | 備考            |
| ---------- | ------------------ | ----------------------- | --------------------------------- | ------------------ | --------------- |
| 関東広域圏 | TBSテレビ          | 2013年4月5日 - 6月28日  | 金曜 1:58 - 2:28                  | TBS系列            | 製作局          |
| 近畿広域圏 | 毎日放送           | 2013年4月9日 - 7月2日   | 火曜 2:55 - 3:25                  | TBS系列            |                 |
| 中京広域圏 | 中部日本放送       | 2013年4月12日 - 7月5日  | 金曜 3:13 - 3:43                  | TBS系列            |                 |
| 日本全域   | BS-TBS             | 2013年4月14日 - 7月7日  | 日曜 1:30 - 2:00                  | BS放送             |                 |
| 日本全域   | ニコニコチャンネル | 2013年4月14日 - 7月16日 | 火曜 0:30 - 1:00                  | インターネット配信 | 最新話3日間無料 |
| 鹿児島県   | 南日本放送         | 2013年6月26日 - 8月7日  | 水曜 1:55 - 2:25 土曜 1:57 - 2:27 | TBS系列            | 週2話放送       |

### 関連商品（アニメ）

#### Blu-ray / DVD
| 巻 | 発売日         | 収録話          | 規格品番   | 規格品番   |
| 巻 | 発売日         | 収録話          | BD         | DVD        |
| -- | -------------- | --------------- | ---------- | ---------- |
| 1  | 2013年6月28日  | 第1話 - 第2話   | PCXE-50271 | PCBE-54311 |
| 2  | 2013年7月26日  | 第3話 - 第4話   | PCXE-50272 | PCBE-54312 |
| 3  | 2013年8月30日  | 第5話 - 第6話   | PCXE-50273 | PCBE-54313 |
| 4  | 2013年9月18日  | 第7話 - 第8話   | PCXE-50274 | PCBE-54314 |
| 5  | 2013年10月25日 | 第9話 - 第10話  | PCXE-50275 | PCBE-54315 |
| 6  | 2013年11月29日 | 第11話 - 第12話 | PCXE-50276 | PCBE-54316 |
| 7  | 2013年12月27日 | 第13話          | PCXE-50277 | PCBE-54317 |

#### CD（アニメ）
| 発売日        | タイトル                                                          | 規格品番   |
| ------------- | ----------------------------------------------------------------- | ---------- |
| 2013年4月24日 | スマイルF                                                         | PCCG-70176 |
| 2013年6月28日 | TVアニメ フォトカノ オリジナルサウンドトラック                    | PCCG-1349  |
| 2013年7月3日  | TVアニメ フォトカノ キャラクターソングアルバム THROUGH THE CAMERA | PCCG-01350 |